# Lucien Guiguet
Lucien Guiguet (n. 26 septembrie 1942, Cherchell, Provincia Tipaza, Algeria) este un sportiv ce a reprezentat Franța, medaliat olimpic. A participat la o ediție a Jocurilor Olimpice (1968) în care a câștigat o medalie de bronz.

## Participări
Lista de mai jos prezintă principalele competiții la care a participat Lucien Guiguet de-a lungul carierei.
- Anexo:Pentatlón moderno en los Juegos Olímpicos de México 1968[*]